# Communauté de communes Le Grésivaudan
La communauté de communes Le Grésivaudan est une communauté de communes française, située dans la vallée de l'Isère éponyme en amont de Grenoble, dans le département de l'Isère et la région Auvergne-Rhône-Alpes. 
Avec plus de 100 000 habitants, il s'agit de la communauté de communes la plus peuplée de France. 
Une partie des communes la composant fait partie de l'unité urbaine de Grenoble.

## Historique

### Création
La communauté de communes du Pays du Grésivaudan a été créée le 1er janvier 2009. Elle se substitue aux quatre communautés de communes existant à cette date :
- du Moyen Grésivaudan - La COSI
- du Balcon de Belledonne
- du Haut Grésivaudan
- du plateau des Petites Roches (à ne pas confondre avec la commune nouvelle Plateau-des-Petites-Roches créée en 2019 et qui recoupe le même territoire)

et à la communauté d'intervention et d'aménagement du Grésivaudan et de son environnement (la CIAGE)

### 2010
Deux communes ont quitté la communauté de communes le 1er janvier 2010 :
- Vaulnaveys-le-Haut, qui a rejoint Le Sud Grenoblois ;
- Venon, qui a rejoint Communauté d'agglomération Grenoble Alpes Métropole.

En janvier 2013, la chaîne téléGrenoble Isère lance un magazine d'information consacré à la communauté de communes du Pays du Grésivaudan diffusé chaque semaine le lundi à 17h30.

### 2016
Crêts en Belledonne est, depuis le 1er janvier 2016, une commune nouvelle française située dans le département de l'Isère en région Auvergne-Rhône-Alpes. Elle est issue du regroupement des deux communes de Morêtel-de-Mailles et Saint-Pierre-d'Allevard, qui prennent le statut de communes déléguées.
Les nouveaux statuts de la communauté de communes entrent en vigueur au 31 décembre 2016 ; son nom officiel devient « Le Grésivaudan ».

### 2019
La création des communes nouvelles du Haut-Bréda et du Plateau-des-Petites-Roches, par fusion de La Ferrière et Pinsot, d'une part et Saint-Bernard, Saint-Hilaire et Saint-Pancrasse, d'autre part, réduit le nombre de communes de 46 à 43.

## Territoire communautaire

### Composition
La Communauté de communes « Le Grésivaudan » a été constituée le 1er janvier 2009 avec 47 communes, mais le nombre a diminué à la suite de plusieurs fusions, et deux départs.
Depuis le 1er janvier 2019, la communauté de communes regroupe 43 communes. Elle est composée de :
- 5 anciennes communautés de communes : celles du Moyen-Grésivaudan (COSI), du Haut-Grésivaudan, des balcons de Belledonne, du plateau des Petites-Roches et la Communauté d'intervention et d'aménagement du Grésivaudan et de son environnement (CIAGE) ;
- 7 communes dites « isolées » : Sainte Marie du Mont, Hurtières, Saint-Pierre-d'Allevard, La Chapelle-du-Bard, La Ferrière, Le Moutaret et Pinsot.

La communauté de communes est composée des 43 communes suivantes :

| Nom                        | Code Insee | Gentilé           | Superficie (km2) | Population (dernière pop. légale) | Densité (hab./km2) |
| -------------------------- | ---------- | ----------------- | ---------------- | --------------------------------- | ------------------ |
| Crolles (siège)            | 38140      | Crollois          | 14,21            | 8 463 (2022)                      | 596                |
| Les Adrets                 | 38002      | Campanais         | 16,15            | 1 072 (2022)                      | 66                 |
| Allevard                   | 38006      | Allevardins       | 25,63            | 3 962 (2022)                      | 155                |
| Barraux                    | 38027      | Barolins          | 11,13            | 2 002 (2022)                      | 180                |
| Bernin                     | 38039      | Berninois         | 7,67             | 3 230 (2022)                      | 421                |
| Biviers                    | 38045      | Bivierois         | 6,17             | 2 327 (2022)                      | 377                |
| La Buissière               | 38062      | Buisserans        | 7,71             | 791 (2022)                        | 103                |
| Le Champ-près-Froges       | 38070      | Champiots         | 4,83             | 1 317 (2022)                      | 273                |
| Chamrousse                 | 38567      | Chamroussiens     | 13,29            | 438 (2022)                        | 33                 |
| Chapareillan               | 38075      | Chapareillanais   | 30,28            | 3 049 (2022)                      | 101                |
| La Chapelle-du-Bard        | 38078      | Chapelains        | 27,71            | 536 (2022)                        | 19                 |
| Le Cheylas                 | 38100      | Cheylasiens       | 8,44             | 2 372 (2022)                      | 281                |
| La Combe-de-Lancey         | 38120      | Combinois         | 18,55            | 730 (2022)                        | 39                 |
| Crêts en Belledonne        | 38439      | Belcrétois        | 33,8             | 3 430 (2022)                      | 101                |
| La Flachère                | 38166      | Flachèrois        | 2,85             | 456 (2022)                        | 160                |
| Froges                     | 38175      | Frogiens          | 6,43             | 3 334 (2022)                      | 519                |
| Goncelin                   | 38181      | Goncelinois       | 14,36            | 2 452 (2022)                      | 171                |
| Le Haut-Bréda              | 38163      |                   | 78,6             | 459 (2022)                        | 5,8                |
| Hurtières                  | 38192      | Hurtièrois        | 3,35             | 220 (2022)                        | 66                 |
| Laval-en-Belledonne        | 38206      | Lavallois         | 25,33            | 1 009 (2022)                      | 40                 |
| Lumbin                     | 38214      | Lumbinois         | 6,77             | 2 157 (2022)                      | 319                |
| Montbonnot-Saint-Martin    | 38249      | Bonimontains      | 6,38             | 5 554 (2022)                      | 871                |
| Le Moutaret                | 38268      | Moutarins         | 5,29             | 254 (2022)                        | 48                 |
| La Pierre                  | 38303      | Pierrois          | 3,31             | 648 (2022)                        | 196                |
| Plateau-des-Petites-Roches | 38395      | Petits rocheux    | 36,91            | 2 432 (2022)                      | 66                 |
| Pontcharra                 | 38314      | Charrapontains    | 15,58            | 7 373 (2022)                      | 473                |
| Revel                      | 38334      | Revélois          | 29,55            | 1 323 (2022)                      | 45                 |
| Saint-Ismier               | 38397      | Saint-Ismerusiens | 14,9             | 7 087 (2022)                      | 476                |
| Saint-Jean-le-Vieux        | 38404      | Saint-Jantets     | 4,59             | 276 (2022)                        | 60                 |
| Saint-Martin-d'Uriage      | 38422      | Saint-Martinois   | 29,69            | 5 512 (2022)                      | 186                |
| Saint-Maximin              | 38426      | Saint-Maximinois  | 10,35            | 672 (2022)                        | 65                 |
| Saint-Mury-Monteymond      | 38430      | Murimondois       | 11,09            | 335 (2022)                        | 30                 |
| Saint-Nazaire-les-Eymes    | 38431      | Saint-Nazairois   | 8,49             | 3 013 (2022)                      | 355                |
| Saint-Vincent-de-Mercuze   | 38466      | Rutissons         | 7,85             | 1 520 (2022)                      | 194                |
| Sainte-Agnès               | 38350      | Gareux            | 26,85            | 565 (2022)                        | 21                 |
| Sainte-Marie-d'Alloix      | 38417      | Maloux            | 3,04             | 484 (2022)                        | 159                |
| Sainte-Marie-du-Mont       | 38418      | Montois           | 23,87            | 233 (2022)                        | 9,8                |
| Tencin                     | 38501      | Tencinois         | 6,75             | 2 132 (2022)                      | 316                |
| La Terrasse                | 38503      | Terrassons        | 9,47             | 2 463 (2022)                      | 260                |
| Theys                      | 38504      | Tarins            | 35,77            | 2 014 (2022)                      | 56                 |
| Le Touvet                  | 38511      | Touvétains        | 11,56            | 3 115 (2022)                      | 269                |
| Le Versoud                 | 38538      | Bédouins          | 6,35             | 4 940 (2022)                      | 778                |
| Villard-Bonnot             | 38547      | Villardiens       | 5,84             | 7 445 (2022)                      | 1 275              |

### Démographie
| 1968   | 1975   | 1982   | 1990   | 1999   | 2006   | 2011   | 2016    | 2022    |
| ------ | ------ | ------ | ------ | ------ | ------ | ------ | ------- | ------- |
| 43 843 | 49 736 | 58 648 | 70 887 | 85 681 | 94 717 | 98 290 | 101 100 | 103 196 |

Avec 8 % de la population de l'Isère (2020), elle est la communauté de communes la plus peuplée de celui-ci.

## Administration

### Siège
Le siège de la communauté de communes est situé à Crolles.

### Les élus
Le conseil communautaire de la communauté de communes se compose de 74 conseillers, représentant chacune des communes membres et élus pour une durée de six ans.
Ils sont répartis comme suit :
| Nombre de délégués | Communes                                                                              |
| ------------------ | ------------------------------------------------------------------------------------- |
| 6                  | Crolles                                                                               |
| 5                  | Pontcharra, Saint-Ismier, Villard-Bonnot                                              |
| 3                  | Allevard, Montbonnot-Saint-Martin, Saint-Martin-d'Uriage, Le Versoud                  |
| 2                  | Bernin, Chapareillan, Crêts en Belledonne, Froges, Saint-Nazaire-les-Eymes, Le Touvet |
| 1 (+1 suppléant)   | les 29 autres communes                                                                |

### Présidence
| Période                                  | Période      | Identité        | Étiquette | Qualité                                                   |
| ---------------------------------------- | ------------ | --------------- | --------- | --------------------------------------------------------- |
| Les données manquantes sont à compléter. |              |                 |           |                                                           |
| juillet 2012                             | juillet 2020 | Francis Gimbert |           | Enseignant, conseiller municipal de Crolles (2001 → 2020) |
| juillet 2020                             | En cours     | Henri Baile     | LR        | Maire de Saint-Ismier (2014 → )                           |

### Compétences
La communauté de communes a des compétences dans les domaines suivants :
- Solidarité et social : logement, enfance, jeunesse, personnes âgées et services de proximité[12];
- Économie et emploi[12] ;
- Sport, loisirs et tourisme[12] ;
- Culture et patrimoine[12] ;
- Environnement[12] ;
- Transports et déplacements[12] :

### Transports
La communauté de communes organise les transports en commun dans la vallée du Grésivaudan depuis le 1er septembre 2009, après la création du périmètre de transport urbain par un arrêté préfectoral de juin 2009. Le 6 novembre 2019, le Syndicat mixte des transports en commun de l'agglomération grenobloise annonce son changement de nom vers le Syndicat mixte des mobilités de l'aire grenobloise (SMMAG) au 1er janvier 2020, avec l'entrée de la « communauté de communes Le Grésivaudan » et de la communauté d'agglomération du Pays voironnais au sein du nouveau syndicat. Au total, 123 communes sont concernées par le même syndicat de transports. Ainsi les compétences « mobilités urbaines » (transport urbain) et « mobilités partagées » (covoiturage, vélopartage, etc.) de la communauté de communes Le Grésivaudan sont transférées au SMMAG.

### Revenu fiscal et budget
Le régime fiscal de la communauté de communes est la fiscalité professionnelle unique (FPU).

## Annexe